# Juan Pérez Villaamil (pintor)
Juan Pérez Villaamil (f. 1863) fue un pintor y litógrafo español, hermano de Genaro Pérez Villaamil.

## Biografía
Hermano de Genaro Pérez Villaamil, fue miembro de la Academia de Bellas Artes de la Coruña. En la Exposición de Bellas Artes celebrada por la Academia de San Fernando en 1838 presentó dos cuadros, que representaban La comunión y Reparto de la sopa a los pobres a la puerta de un monasterio. En el mismo año expuso en el Liceo Artístico y Literario una marina que fue adquirida por la reina regente. Anteriormente había presentando una vista de La Coruña y otros trabajos. Trabajó junto con su hermano en varias decoraciones para el teatro de dicha sociedad, además de realizar varios dibujos para el Semanario Pintoresco, algunas de las láminas de La España Artística, publicada por su hermano, las litografías del periódico El Álbum Filarmónico (1839) y las de la novela El almirante de Castilla, entre otras obras. Abandonó la pintura en los últimos años de su vida. Falleció el 4 de enero de 1863.